# キム・チョン (女優)
キム・チョン（金 青、Kim Cheong、김청、1962年6月1日 - ）は、韓国の女優。身長：162cm。B型。慶尚南道密陽生まれ。崇義女子高等学校卒業、慶煕大学校舞踊科 中退。Forest Entertainment所属。元祖美人女優と呼ばれ、1980年以来33年ぶりに美容整形を行い、目の下のシワを減らす為に外眼角固定手術、皮膚の垂れを矯正するために切開顔面挙上術、内視鏡額拳上術、サーマクールなどを2013年にしたことを明らかにした
。
1981年の「ミスMBC選抜大会」で2位となってタレント活動を開始して以来多くのドラマや映画などに出演している。

## 出演作品

### ドラマ
- 子供が5人
- 母さんのバカ
- 太陽の新婦
- ボスを守れ
- シンデレラのお姉さん
- 大胆な彼女
- 千万回愛してる
- 黄金の新婦
- 天国の樹
- 快傑春香
- 北京My Love
- ダルレの家
- ナイスガイ
- 1%の奇跡
- ガラスの靴
- ハニーハニー
- 愛と野望
- 私のファンタスティックな葬式
- 愛人がいます
- 風蘭
- 冬花
- 愛と野望
- 美しい私の人生
- ガラスの靴
- パリの恋人
- ラスト・スキャンダル
- 男を信じた
- 美女の誕生
- あなたはプレゼント (あなたは贈り物)

### 映画
- シンソッキ･ブルース（朝鮮語版）
- 女子高生の嫁入り（朝鮮語版）
- カルナ
- エニケーン

など多数

## 関連
- キム・チョン:李氏朝鮮時代の同名の人物
- 金泉(キムチョン):大韓民国慶尚北道南西部の市